# Florian Leis-Bendorff
Florian Leis-Bendorff (* 22. Oktober 1969 in Hamburg; † 4. Oktober 2005 im Landkreis Harburg) war ein deutscher Musiker. Seine größten Erfolge feierte er als Gitarrist bei der österreichischen Alpenrockband Schürzenjäger.

## Leben
Leis-Bendorff stammt aus einer Musikerfamilie. Er wurde als Sohn von Joachim „Benny“ Bendorff (1946–2016), des Bassisten des James Last Orchester, geboren. Seine Großmutter väterlicherseits war die Pianistin und Chansonnière Lya Bendorff, seine Großmutter mütterlicherseits die Komponistin Felicitas Kukuck. Im Alter von neun Jahren begann er Klavier und Gitarre zu spielen. Erste Aufnahmen entstanden als 14-Jähriger im Studio seines Bruders Christoph Leis-Bendorff.
Nach Abitur und Zivildienst studierte Leis-Bendorff an der Hochschule für Musik und darstellende Kunst, heute Hochschule für Musik und Theater in Hamburg Popularmusik. Nebenher spielte er in verschiedenen Bands und arbeitete als Tontechniker für das Studio Hamburg. Als langjähriges Mitglied des Kammerchors Blankenese wirkte er an den Uraufführungen mehrerer Werke von Felicitas Kukuck mit, darunter der Oper Der Mann Mose (1986), der Kantate De Profundis (1989) und des Requiems Und es ward: Hiroshima. Eine Collage über Anfang und Ende der Schöpfung (1995).
Auf Vermittlung seines Bruders kam Leis-Bendorff 1992 in Kontakt mit der österreichischen Band Schürzenjäger. Erstmals unterstützte er die Schürzenjäger bei der Produktion des Songs Jeden Herzschlag wert. Seit der Band-Tour von 1996 war Leis-Bendorff regelmäßig bei Produktionen und Auftritten der Schürzenjäger dabei, zunächst als Gastmusiker, seit 2001 als echtes Bandmitglied. Die Bandmitglieder, allen voran der Sänger Peter Steinlechner lobten seine Musikalität und seinen Einsatz.
Am 4. Oktober 2005 beging Leis-Bendorff im Alter von 35 Jahren in seiner Wohnung Suizid. Es wurde kein Abschiedsbrief gefunden.